# Conus quiquandoni
Conus quiquandoni é uma espécie de gastrópode do gênero Conus, pertencente à família Conidae.